# Coteaux-sur-Loire
Coteaux-sur-Loire – gmina we Francji, w Regionie Centralnym, w departamencie Indre i Loara. W 2013 roku liczba ludności wynosiła 1870 mieszkańców. 
Gmina została utworzona 1 stycznia 2017 roku z połączenia trzech ówczesnych gmin: Ingrandes-de-Touraine, Saint-Michel-sur-Loire oraz Saint-Patrice. Siedzibą gminy została miejscowość Saint-Patrice.